# 迈克·泰勒
迈克·泰勒（英語：Maik Taylor，1971年9月4日—），前北愛爾蘭足球運動員，司職守門員。自2019年6月起，於英格蘭足球乙級聯賽球隊沃爾索爾擔任守門員教練。

## 球會生平
米克·泰萊於1997年由修咸頓加盟富咸，協助球隊從第四級的丙組升級到英超。2001年7月富咸從祖雲達斯收購雲達沙，米克泰萊的正選地位不保。11月米克泰萊透露希望離開富咸。但12月雲達沙因斷腳而長期缺陣，米克泰萊重獲正選並且有出色的表現。
2003年8月8日米克·泰萊以外借身份加盟伯明翰城一年，2004年3月22日他與球會簽下正式合約，轉會費150萬英鎊，簽約至2008年。他加盟伯明翰後一直有非常穩定的發揮，獲選2003/04年球季北愛爾蘭FWA國際球員，並且入選了英超最佳陣容。
2007年初一度取代米克·泰萊在伯明翰城的正選位置，但在重返英超後的伯明翰城再次起用米克·泰萊擔任正選。2008年6月14日米克泰萊續約兩年。
2009/10年球季伯明翰城從曼城借用祖·赫特，整季一直佔據正選席位，米克·泰萊僅在聯賽上陣兩場，均是對祖·赫特因借用條款未能上陣的母會曼城。翌季伯明翰城又從另一支曼徹斯特球隊曼聯正式羅致，季初續約一年的米克·泰萊繼續擔任板凳球員，僅獲派在盃賽上陣4場，但在聯賽盃決賽亦只能屈居後備席廂。隨著球隊於球季結束後降班，米克·泰萊成為6名約滿被放棄的球員之一。
2011年11月24日年屆40歲的米克·泰萊以短約形式加盟英冠球會列斯聯，為期至翌年1月。未有機會為列斯聯上陣，米克·泰萊於2012年3月12日獲緊急借用到另一支英冠球隊米禾爾直至球季結束。

## 國家隊
米克泰萊的父親是英國人，而母親是德國人，由於在海外出生而領取英國護照，因而可以選擇代表聯合王國中任何一地，曾是北愛爾蘭的常規門將，只有（Roy Carroll）對他的地位稍有威脅。代表出賽超過80次。於1999年首次披上國家隊球衣出戰德國，以0-3見負。2008年8月20日作客對蘇格蘭，因隊長艾朗·曉士受傷缺陣，米克泰萊獲選戴上隊長臂章。

## 榮譽
法茵堡（Farnborough Town）
- 南部联赛超级组冠軍：1993–94

富咸
- 英乙冠軍：1998–99
- 英甲冠軍：2000–01

伯明翰城
- 英冠亚军：2006–07
- 英冠亚军：2008–09
- 英格蘭聯賽盃冠軍：2011

## 外部連結
- 足球数据库：迈克·泰勒的球员统计数据
- Profile on Birmingham City website
- Profile at The Official Website for the Irish Football Association （页面存档备份，存于）